# Markus Keller
Markus Keller (21 de abril de 1967) é um triatleta profissional suíço. 

## Carreira

### Sydney 2000
Markus Keller disputou os Jogos de Sydney 2000, terminando em 18º lugar com o tempo de 1:50:15.25. 